# NGC 4631
NGC 4631，也稱為鯨魚星系或科德韋爾32，是位於獵犬座以側面向著我們的螺旋星系。這個星系扭曲成的契形使它的外觀看起來像鯡魚或鯨魚，因此有了這個暱稱。因為這個鄰近的星系是以側面向著地球，專業天文學家可以更好的理解恆星在星系盤面外的分布。

## 星爆和超星風

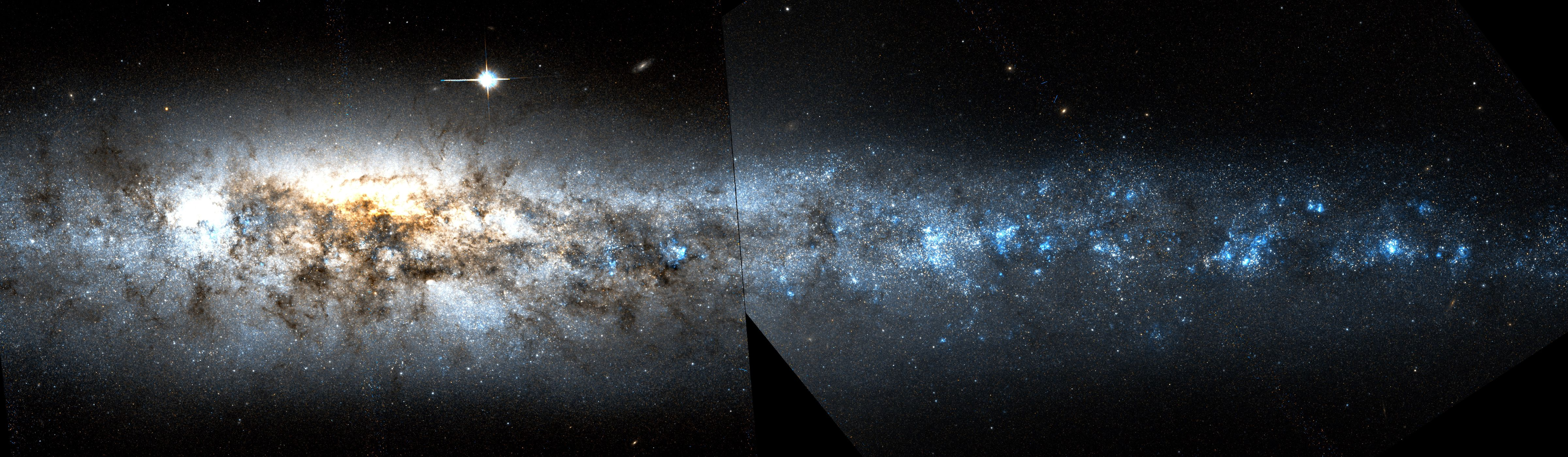
兩張哈伯太空望遠鏡的圖拼接的NGC 4631，視野：7.2′x2′。
創建者： NASA/STScI/WikiSky

NGC 4631的中央包含一個星爆區，這是恆星劇烈生成的區域。來自電離的氫輻射，和被恆星形成爆炸中加熱的星際塵埃，是恆星形成的強烈證據。 恆星形成區內，質量最大的恆星只在短時間內進行核融合，然後他們就爆成為超新星。這麼多的超新星在NGC 4631的中心爆炸，他們將星系的氣體吹出星系盤面。 這些超級星風可以在X射線和輻射的譜線上看見來自超級星風的氣體產生的巨大和高溫的暈，發射X射線的氣體包圍著整個的星系。
儘管在NGC 4631中尚未觀測到超新星，但2021年1月29日發現了一顆亮紅新星，命名為AT 2021biy（LRN型，星等18.1）。 

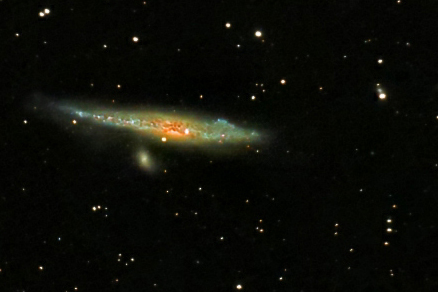
在可見光下的NGC 4631。創建者：Scott Anttila。

## 鄰近的星系和星系群
NGC 4631有一個鄰近的同伴，矮橢圓星系，NGC 4627。NGC 4627和NGC 4631 一起都列在特殊星系圖集當成"雙星系"或星系對的例子。
NGC 4631和NGC 4627都是NGC 4631群的一部分，這個星系群還包括交互作用星系NGC 4656和NGC 4657。但是，這個群的確認是有問題的，因為這個星系和其它的星系都未在天空中極為擁擠的一區，對這個星系群成員的估計數量從5到27，所有的研究對這個星系群的成員數量都有不同的認定。

## 外部連結
- APOD (2004-01-23)（页面存档备份，存于） – The Whale Galaxy
- APOD (2010-05-17)（页面存档备份，存于） – The Whale Galaxy (a better image)
- WikiSky上关于NGC 4631的内容：DSS2, SDSS, GALEX, IRAS, 氢α, X射线, 天文照片, 天图, 文章和图片